# Лох-Рі
Лох-Рі (англ. Lough Ree, ірл. Loch Rí) — озеро в середньогір'ї Ірландії, друге з трьох великих озер на річці Шеннон після Лох-Дерг. Двоє інших великих озера — Лох-Аллен на півночі, і Лох-Дерг на півдні. Також є кілька невеликих озер уздовж річки. Озеро служить кордоном між графствами Лонгфорд та Західний Міт, розташованих у провінції Ленстер) на східній стороні та графства Роскоммон у провінції Коннахт на західній стороні. Озеро є популярним місцем риболовлі та катання на човнах. Місто Атлон розташоване на південному краю озера, і має гавань для яхт і катерів.
Острів Інчклеран (ірл. Inis Cloithreann) в північній частині озера має монастир, заснований на початку християнської ери. Він містить залишки кількох древніх церков. В ірландських легендах саме на цьому острові було вбито королеву Медб.
Сім'ї жили на деяких з островів у Лох-Рі аж до 1950-х років, коли вони були переселені на берег. Як і у ряді інших ірландських озер, на Лох-Рі люди неодноразово спостерігали озерне чудовисько протягом багатьох років.
Географічний центр Ірландії розташований на цвинтарі Carnagh East, грфство Роскоммон на західному березі озера Лох-Рі, навпроти острова Кріббі.